# 波蒂科蘭丁 (密西西比州)
波蒂科蘭丁（英語：Poticaw Landing）是位於美國密西西比州傑克遜縣的非建制地區。

## 地理
波蒂科蘭丁所處的海拔為高於海平面3米（即10英呎），而該地所採用的時區為UTC-6，即北美中部時區（CST）。同時該地設有夏令時間，為UTC-6調快一小時，即UTC-5（CDT）。